# Rachad Chitou
Rachad Chitou (ur. 18 września 1976) – beniński piłkarz grający na pozycji bramkarza.

## Kariera klubowa
Karierę piłkarską Chitou rozpoczął w klubie AS Dragons i w jego barwach zadebiutował w pierwszej lidze benińskiej. W 1998 roku po raz pierwszy w karierze został z AS Dragons mistrzem Beninu, a w latach 1999, 2002 i 2003 wywalczył kolejne tytuły mistrzowskie. W 2006 roku zdobył Puchar Beninu, a następnie odszedł do ghańskiego Heart of Lions. Po roku gry w tym klubie przeszedł do nigeryjskiego zespołu Wikki Tourists, gdzie pełnił rolę podstawowego bramkarza.

## Kariera reprezentacyjna
W reprezentacji Beninu Chitou zadebiutował w 2002 roku. W 2004 roku zagrał w 2 meczach Pucharu Narodów Afryki 2004: z Republiką Południowej Afryki (0:2) i z Marokiem (0:4). W 2008 roku był podstawowym bramkarzem Beninu w Pucharze Narodów Afryki 2008 i zagrał na nich w 2 spotkaniach: z Mali (0:1) i z Wybrzeżem Kości Słoniowej (1:4). Z kolei w Pucharze Narodów Afryki 2010 był rezerwowym bramkarzem dla Yoanna Djidonou i wystąpił tylko w meczu z Nigerią (0:1).